# 骨膜
骨膜又稱骨外膜，是除了长骨关节外，附着在所有骨骼外表面的致密结缔组织薄膜，其含有丰富的血管和神经。与之相对的是骨内膜（endosteum），所有骨骼内侧（衬在髓腔内面和骨松质的骨小梁表面）都有骨内膜。
骨膜内含有致密不规则结缔组织。骨膜从外至内分为纤维层和生发层两层。纤维层内有成纤维细胞。发生层内含有祖细胞。祖细胞会发育成成骨细胞。成骨细胞可使长骨变宽、使除长骨外其他骨变大。在骨折后，组细胞分化为对愈合至关重要的成骨细胞和成软骨细胞。
骨膜不同于骨组织：骨膜上有痛觉神经末梢，对刺激敏感。骨膜可通过血液供应向骨组织提供养料。骨膜与骨组织之间靠强壮的胶原纤维相互链接。此纤维被称为夏贝氏纤维，从骨膜延伸至外环骨板层与侧骨板层中。骨膜还为肌肉和韧带提供了附着点。